# Anaptixe
Anaptixe (também conhecido por suarabácti) é um tipo especial de epêntese, que é um dos metaplasmos por adição de fonemas a que as palavras podem estar sujeitas à medida que uma língua evolui. Neste caso, são acrescentados fonemas ao interior da palavra para desfazer um encontro de consoantes.